# بيريل ميلز
بيريل ميلز (بالإنجليزية: Beryl Mills)‏ هي أمينة مكتبة أسترالية، ولدت في 3 يناير 1907 في Walkaway, Western Australia ‏ في أستراليا، وتوفيت في 13 يوليو 1977.